# Ахмед ібн Арабшах
Ахмед ібн Мухаммед ібн Арабшах, відомий також як Шихаб ад-Дін ібн Арабшах, або Ахмед ібн Арабшах, або просто Ібн Арабшах (араб. شهاب الدين ابن عربشاه; 1389, Дамаск, Мамлюцький султанат — 1450, Єгипет, Мамлюцький султанат) — відомий арабський письменник, історик і мандрівник. Автор твору «Чудеса передвизначення в долі Тамерлана», присвяченого історії правління еміра Тимура.